# 邪術
邪術（じゃじゅつ）は、英語の sorcery に対応する日本語の文化人類学用語であり、呪術信仰において超自然的な作用を有すると信じられる呪文や所作、何らかの物を用いて意図的に他者に危害を加えようとする技術を指す。ただし、防衛のために行われる呪術を邪術に含める場合もあるので、邪な意図によるものばかりではない。
E・E・エヴァンズ＝プリチャードによる南スーダンのアザンデ族の研究以来、社会人類学では邪術 (sorcery) と妖術 (witchcraft) とを区別するようになったが、一般的には sorcery を魔法、魔術、妖術と訳したり、witchcraft を魔術、妖術、魔女術と訳すなど、用語法や概念分類はさまざまである。

## 日本の呪術から
民俗学者の小松和彦は、著書の中で邪術を「物質的、具体的な方法で神秘的力を発動させ、相手に災厄を与えるもの」と定義し、「術者が能動的に行える」点で妖術と区別ができる、とした上で、物部村方言における「呪詛（スソ　と発音する）」が、人形に釘を打つ、写真に針を刺す等ある種の手続きで発動する呪術と共に、文化人類学でいう妖術を指す語であったり、犬神に憑依という現象に対する、太夫（ごくまれに犬神憑きから犬神遣いに「昇格｣する者がいる）の説明が、「修行の足りない博士」である等、邪術と妖術の区別がほぼつかないとしている。
また、高知県香美郡物部村の、いざなぎ流とよばれる呪術の中に、相手へ「式を打ち」倒す因縁調伏と呼ばれる邪術的なものがあり、博士（ハカショ）と呼ばれる祈祷師は一応行うことができるものの、「返り（かやり）の風」とよばれる現象によって、依頼者に術が跳ね返り死ぬなどの被害があるとして、なかなかやりたがらない、という。また、彼ら太夫(祈祷師を指す一般名詞)は主に、神からの罰（お叱りとよばれる）によって興る病気を治す（祝い直し　とよばれる）など、呪医としての機能もみられる。その際邪術を実行するために使われる（といわれる）式神で、病気の原因を出す　ということになっている。
いざなぎ流に影響を与えた陰陽道そのものも、典薬寮に於いて呪禁師が興した厭魅、蠱毒と呼ばれる術を修め、時折使っていたらしい。ただ、陰陽師も、呪禁師が表向き病気の治療を行ったと同様、依頼者を災厄から守ったり、病気の治療を行ったりしたらしい。

## 備考
- この邪術信仰は発展途上国の諸民族で頻繁に見られる。社会的な通念でもあるので、場所によってその内容に著しい差がある。
- 呪術の類縁として考えられている。
- 術を掛けた対象者に、口頭で（衆人環視の状況において）邪術を掛けたと発言し相手がショックを受けた場合、発言者に脅迫罪・傷害罪が適用される可能性がある。[3]